# 巴特戈伊瑟恩
哈爾施塔特湖畔巴特戈伊瑟恩（德語：Bad Goisern am Hallstättersee）是奧地利的城鎮，位於該國中部，毗鄰哈爾施塔特湖，由上奧地利負責管轄，面積112.5平方公里，海拔高度500米，2012年人口7,547。